# 劳伦斯·B·克劳斯
劳伦斯·B·克劳斯（英語：Lawrence Berle Krause，1929年—）是一位美国经济学家，本科和硕士毕业于密歇根大学，博士毕业于哈佛大学，曾任布鲁金斯学会高级研究员。